# Dombeya pierrei
Dombeya pierrei är en malvaväxtart som beskrevs av Arenes. Dombeya pierrei ingår i släktet Dombeya och familjen malvaväxter. Inga underarter finns listade i Catalogue of Life.